# Мандесарка
Мандесарка — река в России, протекает по Челябинской области. Устье реки находится в 84 км по правому берегу реки Большая Караганка. Длина реки составляет 27 км.
В Карталинском районе, восточнее Мандесарки и недалеко от посёлка Снежный находятся могильники Мандесарка 1, Мандесарка 6, курганная группа Мандесарка 2 и менгир Мандесаркский.

## Данные водного реестра
По данным государственного водного реестра России относится к Уральскому бассейновому округу, водохозяйственный участок реки — Урал от Магнитогорского гидроузла до Ириклинского гидроузла. Речной бассейн реки — Урал (российская часть бассейна).
Код объекта в государственном водном реестре — 12010000312112200002196.